# تدخين الشباب

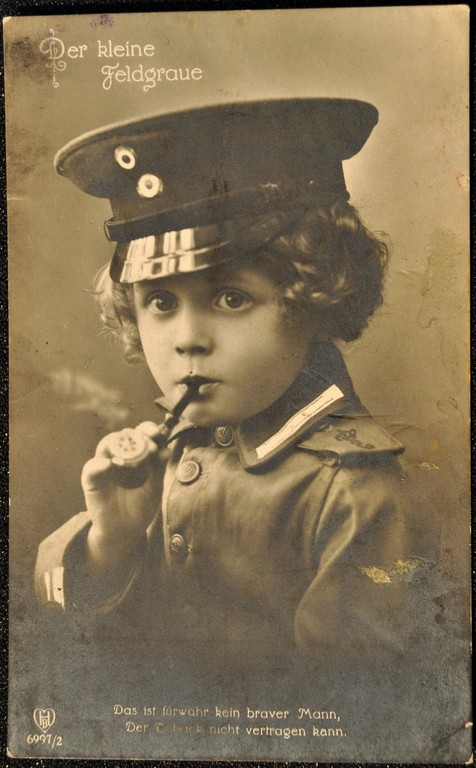
تدعي بطاقة بريدية ألمانية من الحرب العالمية الأولى أنه "ليس رجلاً شجاعًا حقًا ، إذا كان لا يستطيع تحمل التبغ".

تدخين الشباب والمراهقين هي قضية تؤثر على البلدان في جميع أنحاء العالم. في حين أن مدى النظر إلى التدخين على أنه سلوك صحي سلبي قد يختلف عبر المجتمعات المختلفة. اتخذت الولايات المتحدة تدابير عديده تتراوح من التغيرات في السياسة الوطنية المتعلقه بإتاحة سيجاره الشباب إلى القضاء على استخدام منتجات التبغ بين العديد من المراهقين. يبدأ 90% تقريباً من المدخنين بالتدخين قبل سن 18 عام. في الجهود المبذولة لتقليل العدد الإجمالي للمدخنين والتأثير السلبي للتدخين على المجتمع فمن الضروري تقليل عدد الشباب والمراهقين الذين يبدأون التدخين.في الوقت الذي انخفضت فيه معدلات السجائر بين البالغين والأولاد في السنوات العشر الماضية في الولايات المتحده يواصل عدد كبير من المراهقين بتدخين السجائر . كان تحذير الجراح العام الذي صدر في عام 1964 بمثابة دافع رئيسي لهذا التغيير وفي عام 1965 كان حوالي 45%من الأمريكيين مدخنين، ولكن انتشار مدخني التبغ اقل حاليا من 25%من البالغين .كان لنمط التدخين بين الشباب مسار مختلف قليلاً لدرجة ان معدلات التدخين لطلاب المدارس الثانوية بدأت في الزيادة عام 1990ولم تبدأ في الانخفاض ختى نهاية العقد. إذا استمرت اتجاهات التدخين الخاليه فإن 5.6 مليون شاب على قيد الحياة اليوم سيموتون قبل الأوان. وفقاً للخبير الاقتصادي كينيثوارنر، تحتاج صناعة التبغ إلى 5000 مدخن جديد على العدد الإجمالي للمدخنين.